# Palicourea remyana
Palicourea remyana är en måreväxtart som först beskrevs av Henri Ernest Baillon, och fick sitt nu gällande namn av Charlotte M. Taylor. Palicourea remyana ingår i släktet Palicourea och familjen måreväxter. Inga underarter finns listade i Catalogue of Life.